# Виљуј
Виљуј (руски: Вилю́й)  је река у Русији. Дужине је  око 2.650 километара и највећа је притока реке  Лена  тече углавном кроз  Републику Јакутију. Његов слив  покрива око 454.000 квадратних километара  и представља једну од највећих река не само Русије већ и света.

## Историја
Река се први пут помиње у 17. веку у вези са руским освајањем Сибира. Године 1634. руски козаци основали су зимско насеље на ушћу река Виљуј и Тјукјан. Ово насеље је неколико деценија служило као административни центар области, након чега је премештено 45 километара ниже и где је 1773 основан острог (утврђено насеље) Оленск (сада Виљујск) .

## Економија
Хидрографски басен обилује минералним ресурсима, посебно налазиштима угља, гвоздене руде, злата и великим количинама дијаманата, који се експлоатишу од 1950-их. Још једно значајно богатство је и четинарска шума које има у изобиљу. Такође, река је богата рибом.
Током 1950-их, налазишта дијаманата су откривена у том подручју. Ово је довело до изградње рудника Мир, заједно са приступним путевима и аеродромом, као и комплекса брана на реци Виљуј  за производњу енергије потребну руднику и припадајућој индустрији.
Са овим циљем изграђена је прва брана на пермафросту на свету и једина изграђена без бетона. Вештачко језеро за хидроелектрану Виљуј је 2.360 км², једно од највећих у Русији. За раднике енергетске компаније изграђен је град Чернишевски, на обали акумулације. 